# Morašice (Znojmói járás)
Morašice település Csehországban, a Znojmói járásban. Morašice Trstěnice, Skalice, Želetice, Hostěradice és Horní Dunajovice településekkel határos. Lakosainak száma 219 fő (2024. január 1.).

## Népesség
A település lakosságának változását az alábbi diagram mutatja:
| Lakosok száma | 307  | 379  | 439  | 437  | 338  | 238  | 224  | 231  | 231  | 219  |
|               | 1869 | 1890 | 1921 | 1950 | 1980 | 2001 | 2017 | 2019 | 2022 | 2024 |